# Карімова Турсуной Рахматуллаївна
Турсуной Рахматуллаївна Карімова (1922, місто Андижан, тепер Узбекистан — 28 травня 1998, Узбекистан) — радянська узбецька діячка, заступник голови Андижанського облвиконкому, голова колгоспу імені Сталіна Ленінського району Андижанської області. Депутат Верховної ради Узбецької РСР 6—7-го скликань, народний депутат Узбецької РСР. Депутат Верховної ради СРСР 2—4-го скликань.

## Життєпис
Трудову діяльність розпочала в 1939 році колгоспницею колгоспу імені Сталіна Джалібецької сільської ради Алтин-Кульського району Андижанської області. У 1941 році закінчила середню школу в Андижані.
У 1941—1943 роках — ланкова комсомольсько-молодіжної ланки, в 1943—1944 роках — голова колгоспу імені Сталіна Джалібецької сільської ради Алтин-Кульського району Андижанської області.
У 1944—1945 роках — голова ради урожайності колгоспу «Сталінчі» Андижанської області. Член ВКП(б).
У 1945—1950 роках — голова колгоспу імені Сталіна Стрєлковської сільської ради Ленінського району Андижанської області.
У 1950 — після 1954 року — 1-й секретар Ходжіабадського районного комітету КП(б) Узбекистану Андижанської області.
Потім — 1-й секретар Андижанського районного комітету КП Узбекистану Андижанської області; 1-й секретар Алтинкульського районного комітету КП Узбекистану Андижанської області.
У 1962—1965 роках — секретар партійного комітету Андижанського виробничого колгоспно-радгоспного управління.
У 1960-х — 1970-х роках — заступник міністра сільського господарства Узбецької РСР; заступник голова виконавчого комітету Андижанської обласної ради депутатів трудящих; голова Андижанської обласної ради профспілок.
У 1980-х — 1990-х роках — голова Андижанської обласної ради ветеранів.
Померла 28 травня 1998 року.

## Нагороди
- орден «Дустлік» (орден Дружби) (Узбекистан) (25.08.1994)
- два ордени Леніна
- два ордени Трудового Червоного Прапора (16.01.1950, 11.01.1957)
- орден Дружби народів
- два ордени «Знак Пошани»
- медалі